# Interbanca
Interbanca S.p.A. era una banca d'affari con sede a Milano.

## Storia
Interbanca venne fondata nel 1961 come istituto di credito a medio e lungo termine fra le banche private italiane dell'epoca. I maggiori azionisti erano il Banco Ambrosiano (30,21%), la Banca Nazionale dell'Agricoltura (30,21%) e la Banca d’America e d’Italia (29,09%).
In seguito all'abolizione della separazione fra istituti di credito a breve e a medio termine, Interbanca è diventata una banca d'affari che nel 1997 è stata acquisita dalla Banca Antonveneta di Silvano Pontello. Amministratore delegato in questo periodo fu Giorgio Cirla.
L'operazione più importante cui abbia partecipato la banca d'investimenti è stata la scalata alla Telecom Italia del 1999, in cui Interbanca affiancò Roberto Colaninno e Emilio Gnutti.
Successivamente Interbanca ha seguito le vicende dell'Antonveneta nel gruppo ABN AMRO e nel gruppo Banco Santander nel 2007, fino a che questo gruppo spagnolo ha rivenduto Interbanca a GE Capital nel 2009.
Nel corso del 2016 il gruppo Banca Ifis ha stretto un accordo con GE Capital per acquisire il 99,99% del capitale sociale di Interbanca al prezzo di 160 milioni di Euro.
Con decorrenza 23 ottobre 2017 ha effetto la fusione per incorporazione della società Interbanca S.p.A. all'interno della capogruppo Banca IFIS S.p.A.